# Guillotine (1924)
Guillotine ist ein deutscher Stummfilm von Guido Schamberg mit Marcella Albani, Hans Albers und Willy Fritsch in den Hauptrollen.

## Handlung
Der Sekretär eines Bankiers wird wegen Diebstahls zu einer Gefängnisstrafe verurteilt. Als sich seine Unschuld herausstellt, kommt er wieder auf freien Fuß. In der Zwischenzeit ging es mit seiner Ehefrau und seiner Tochter Marie steil bergab, weil ihnen jeder finanzielle Halt fehlte. 15 Jahre ziehen ins Land, und es kommt zu einem deutlich spektakuläreren Kriminalfall: Alice, die Tochter des besagten Bankiers, hat eine Gesellschafterin, die eines Tages des Mordes am Bankiersneffen beschuldigt wird. Ihr droht die Hinrichtung durch die Guillotine. Der Sekretär erfährt durch Dokumente, dass die Beschuldigte niemand anderes ist als sein eigen Fleisch und Blut, und will deshalb unbedingt helfen. Er findet heraus, dass seine Tochter, von der er bislang angenommen hat, sie sei wie seine Frau nicht mehr am Leben, unschuldig an dem ihr unterstellten Verbrechen ist, und die junge Frau soll nicht wie er für eine Tat büßen, die sie nie begangen hat. Erst in letzter Minute kann sie der Exekution entgehen, nachdem der wahre Mörder seine Tat gestanden hat.

## Produktionsnotizen
Guillotine entstand Mitte 1924 in Italien, passierte die Filmzensur am 19. September 1924 und wurde im darauf folgenden Monat erstmals in Deutschland gezeigt. Der für die Jugend verbotene Siebenakter (ein Prolog und sechs Akte) besaß eine Länge von 2651 Metern. In Österreich konnte man den Streifen ab dem 6. November 1925 sehen. 
August Rinaldi gestaltete die Filmbauten.

## Kritiken
Paimann’s Filmlisten resümierte: „Ein spannender Gesellschaftsfilm, gut gespielt, mit schöner Aufmachung und Photographie.“
Wiens Die Stunde befand kurz und knapp: „Der Film wirkt sensationell.“
Das Kino-Journal nannte den Film „ein Drama der höchsten Spannung.“